# Пеганово (Великоустюзький район)
Пега́ново (рос. Пеганово) — присілок у складі Великоустюзького району Вологодської області, Росія. Входить до складу Трегубовського сільського поселення.

## Населення
Населення — 362 особи (2010; 380 у 2002).
Національний склад (станом на 2002 рік):
- росіяни — 98 %